# جغرافيا التشيك
تتنوع المناظر الطبيعية في جمهورية التشيك بشكل كبير. تقع منطقة بوهيميا في الغرب، وتتكون من حوض النهر تصب فيه أنهار الألب ( التشيكية ) وأنهار فلتافا. وتحيط بهذه المنطقة جبال منخفضة مثل جبال Sudetes مع Krkonoše إلى جانبها، التي تحتوي على أعلى نقطة في البلاد و هي قمة Sněžka بارتفاع 1602 متر (5256 قدم).
مورافيا ، والجزء الشرقي، هو أيضا الجبلية تماما وينضب في الغالب عن طريق نهر مورافا ، بل يحتوي أيضا على مصدر أودر (الجمهورية التشيكية : أودرا) النهر. المياه من الجمهورية التشيكية غير الساحلية التدفقات إلى ثلاثة بحار مختلفة : بحر الشمال ، بحر البلطيق والبحر الأسود. الجمهورية التشيكية تمتلك أيضا Moldauhafen ، وهو 30000 متر مربع (7.4 فدان) جيب في وسط الأحواض هامبورغ ، التي منحت لتشيكوسلوفاكيا في المادة 363 من معاهدة فرساي للسماح للبلد غير ساحلي مكان البضائع المنقولة داونريفر يمكن نقلها على السفن المبحرة، وهذا يعود إلى الأرض في ألمانيا عام 2028.
الموقع :
وسط أوروبا وجنوب شرق ألمانيا
الاحداثيات الجغرافية :

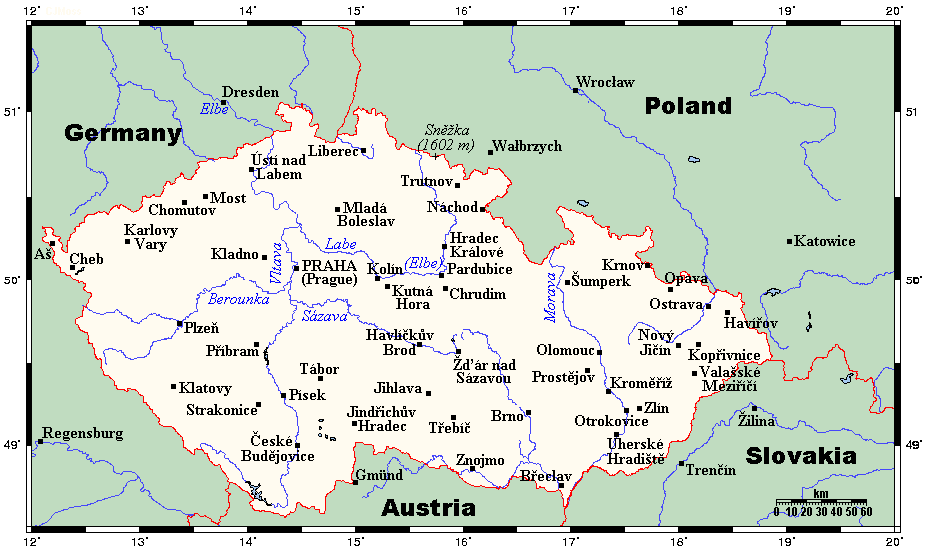
خريطة التشيك

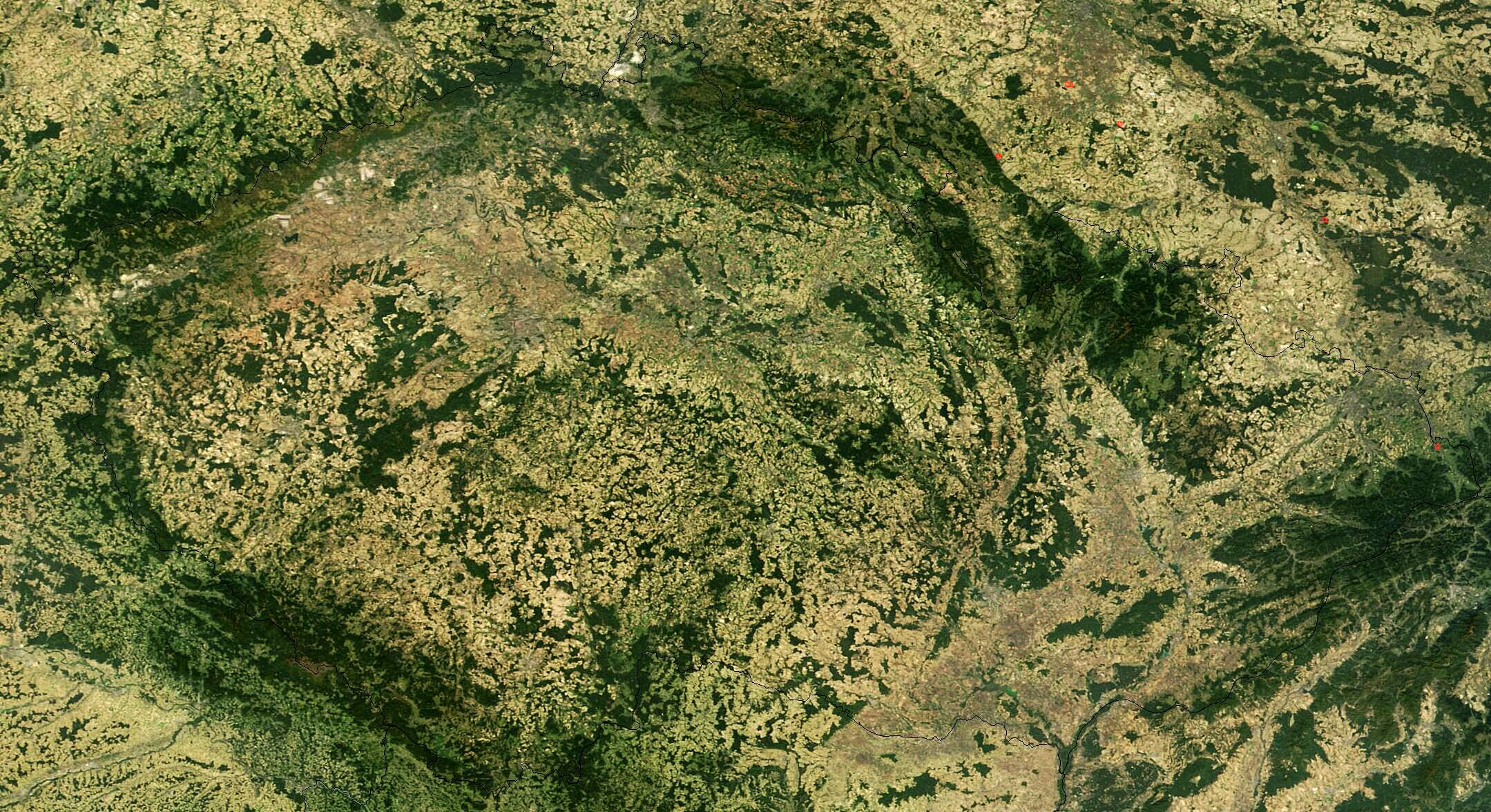
صور القمر الصناعي للجمهورية التشيكية

49 ° 45'N 15 ° 30'E / 49.75 درجة شمالا 15.5 ° E / 49.75 ، 15.5
إشارات خريطة :
أوروبا
المنطقة :
- المجموع : 78866 كم2 (30450 ميل مربع)
- الأرض : 77276 كم2 (29836 ميل مربع)
- المياه : 1590 كم2 (610 ميل مربع)

المنطقة—المقارنة :
أصغر قليلا من ولاية كارولينا الجنوبية ، أكبر قليلا من اسكتلندا
الحدود البرية :
المجموع : 1881 كم (1169 ميل)
دول الحدود : النمسا 362 كم (225 ميل) ، وألمانيا 646 كلم (401 ميل), وبولندا 658 كم، وسلوفاكيا ، 215 كم (134 ميل)
أذرع المقالي :
كما هوك، Šluknov هوك، Frýdlant هوك، Broumov هوك، Javorník هوك، Osoblaha هوك، Břeclav هوك (مارس Thaya مثلث).
الشريط الساحلي : 0 كم (الساحلية)
المطالبات البحرية : لا شيء (غير الساحلية)
المناخ : معتدل، صيف حار، ، غائم بارد، شتاء أبيض
التضاريس :
بوهيميا في الغرب وتتألف من سهول وهضاب والهضاب التي تحيط بها الجبال المنخفضة ؛ مورافيا في شرق البلاد وتتألف من التلال جدا
ارتفاع النقيضين :
- أخفض نقطة : نهر الالب—115 متر (377 قدم)
- أعلى نقطة : Sněžka—1602 متر (5256 قدم)

الموارد الطبيعية : الفحم الصلب والفحم لينة ، والكاولين والطين والجرافيت ، والأخشاب ، واليورانيوم
استخدام الأراضي :
- الأرض الصالحة للزراعة : 41 ٪
- المحاصيل الدائمة : 2 ٪
- المراعي الدائمة : 11 ٪
- الغابات والأحراج : 34 ٪
- أخرى : 12 ٪ (1993 تخمين)

الأراضي المروية : 240 متر مربع أو 93 km2 mi0 (1993 تخمين)
الأخطار الطبيعية : الفيضانات
البيئة—الاتفاقات الدولية :
- طرف : تلوث الهواء، وتلوث الهواء، أكاسيد النيتروجين، وتلوث الهواء من الكبريت 85 ، تلوث الهواء من الكبريت 94 ، تلوث الهواء، المركبات العضوية المتطايرة، معاهدة القطب الجنوبي، والتنوع البيولوجي وتغير المناخ، وتغير المناخ بروتوكول كيوتو والأنواع المهددة بالانقراض، التغيير في البيئة، النفايات الخطرة، قانون البحار، وحظر التجارب النووية وحماية طبقة الأوزون والتلوث البحري، والأراضي الرطبة.
- وقعت، ولكن لم تصادق عليها : تلوث الهواء، الملوثات العضوية الثابتة، في القطب الجنوبي والبيئة البروتوكول.
- الجغرافيا—ملحوظة : غير الساحلية ؛ موقعا استراتيجيا على مفترق الطرق البرية من بعض أقدم وأهم في أوروبا ؛ مورافيا هو بوابة الممر العسكرية التقليدية بين سهول شمال أوروبا والدانوب في أوروبا الوسطى.

## المناخ
- مناخ التشيك